# Snow-board la Jocurile Olimpice de iarnă din 2022 - Slopestyle (masculin)
Proba de snow-board slopestyle masculin de la Jocurile Olimpice de iarnă din 2022 de la Beijing, China a avut loc pe 6 și 7 februarie 2022 la Genting Snow Park din Zhangjiakou.

## Program
Orele sunt orele Chinei (ora României + 6 ore).
| Dată        | Ora                                 | Rundă                                        |
| ----------- | ----------------------------------- | -------------------------------------------- |
| 6 februarie | 12:30-13:30 13:32-14:32             | Calificări cursa 1 Calificări cursa 2        |
| 7 februarie | 12:00-12:25 12:27-12:52 12:54-13:19 | Finala cursa 1 Finala cursa 2 Finala cursa 3 |

## Rezultate calificări
C — Calificat în finală
Primii 12 sportivi din calificări s-au calificat în finală.
| Loc | Nr. de concurs | Ordine | Nume                | Țară                       | Manșa 1 | Manșa 2 | Cel mai bun rezultat | Note |
| --- | -------------- | ------ | ------------------- | -------------------------- | ------- | ------- | -------------------- | ---- |
| 1   | 16             | 28     | Su Yiming           | China                      | 86,80   | 41,93   | 86,80                | C    |
| 2   | 3              | 4      | Mark McMorris       | Canada                     | 62,70   | 83,30   | 83,30                | C    |
| 3   | 8              | 17     | Sean FitzSimons     | Statele Unite ale Americii | 78,76   | 26,75   | 78,76                | C    |
| 4   | 21             | 15     | Ståle Sandbech      | Norvegia                   | 70,11   | 78,61   | 78,61                | C    |
| 5   | 1              | 1      | Redmond Gerard      | Statele Unite ale Americii | 78,20   | 43,95   | 78,20                | C    |
| 6   | 17             | 26     | Takeru Otsuka       | Japonia                    | 32,93   | 74,93   | 74,93                | C    |
| 7   | 25             | 19     | Emiliano Lauzi      | Italia                     | 71,71   | 47,76   | 71,71                | C    |
| 8   | 4              | 2      | Sébastien Toutant   | Canada                     | 23,68   | 71,06   | 71,06                | C    |
| 9   | 7              | 10     | Mons Røisland       | Norvegia                   | 70,96   | 41,41   | 70,96                | C    |
| 10  | 11             | 13     | Max Parrot          | Canada                     | 70,11   | 36,68   | 70,11                | C    |
| 11  | 6              | 21     | Chris Corning       | Statele Unite ale Americii | 48,48   | 69,30   | 69,30                | C    |
| 12  | 19             | 6      | Kaito Hamada        | Japonia                    | 56,06   | 67,45   | 67,45                | C    |
| 13  | 10             | 9      | Rene Rinnekangas    | Finlanda                   | 67,10   | 60,10   | 67,10                |      |
| 14  | 2              | 5      | Marcus Kleveland    | Norvegia                   | 37,28   | 64,86   | 64,86                |      |
| 15  | 27             | 18     | Vlad Khadarin       | COR                        | 64,73   | 21,15   | 64,73                |      |
| 16  | 23             | 8      | Noah Vicktor        | Germania                   | 16,66   | 62,56   | 62,56                |      |
| 17  | 5              | 3      | Dusty Henricksen    | Statele Unite ale Americii | 37,46   | 58,46   | 58,46                |      |
| 18  | 12             | 11     | Tiarn Collins       | Noua Zeelandă              | 58,36   | 29,21   | 58,36                |      |
| 19  | 24             | 27     | Ruki Tobita         | Japonia                    | 29,23   | 56,58   | 56,58                |      |
| 20  | 22             | 20     | Nicolas Huber       | Elveția                    | 50,46   | 54,58   | 54,58                |      |
| 21  | 20             | 14     | Hiroaki Kunitake    | Japonia                    | 50,36   | 51,43   | 51,43                |      |
| 22  | 13             | 12     | Niek van der Velden | Olanda                     | 26,51   | 46,03   | 46,03                |      |
| 23  | 9              | 29     | Darcy Sharpe        | Canada                     | 45,46   | 25,15   | 45,46                |      |
| 24  | 18             | 25     | Sven Thorgren       | Suedia                     | 40,73   | 34,71   | 40,73                |      |
| 25  | 30             | 22     | Jonas Bösiger       | Elveția                    | 40,11   | 17,58   | 40,11                |      |
| 26  | 15             | 24     | Matthew Cox         | Australia                  | 34,46   | 39,98   | 39,98                |      |
| 27  | 28             | 16     | Clemens Millauer    | Austria                    | 38,71   | 32,06   | 38,71                |      |
| 28  | 26             | 23     | Kalle Järvilehto    | Finlanda                   | 15,06   | 28,73   | 28,73                |      |
| 29  | 14             | 7      | Leon Vockensperger  | Germania                   | 25,15   | 26,41   | 26,41                |      |
| 30  | 29             | 30     | Niklas Mattsson     | Suedia                     | 24,18   | 20,55   | 24,18                |      |

## Rezultate finală
| Loc | Nr. de concurs | Ordine | Nume              | Țară                       | Manșa 1 | Manșa 2 | Manșa 3 | Cel mai bun rezultat |
| --- | -------------- | ------ | ----------------- | -------------------------- | ------- | ------- | ------- | -------------------- |
| 1   | 11             | 3      | Max Parrot        | Canada                     | 79,86   | 90,96   | 36,56   | 90,96                |
| 2   | 16             | 12     | Su Yiming         | China                      | 78,38   | 88,70   | 66,58   | 88,70                |
| 3   | 3              | 11     | Mark McMorris     | Canada                     | 76,98   | 80,85   | 88,53   | 88,53                |
| 4   | 1              | 8      | Redmond Gerard    | Statele Unite ale Americii | 83,25   | 71,86   | 28,65   | 83,25                |
| 5   | 25             | 6      | Emiliano Lauzi    | Italia                     | 80,01   | 27,48   | 39,48   | 80,01                |
| 6   | 6              | 2      | Chris Corning     | Statele Unite ale Americii | 31,58   | 20,78   | 65,11   | 65,11                |
| 7   | 7              | 4      | Mons Røisland     | Norvegia                   | 29,01   | 63,33   | 52,53   | 63,33                |
| 8   | 19             | 1      | Kaito Hamada      | Japonia                    | 25,90   | 15,91   | 59,36   | 59,36                |
| 9   | 4              | 5      | Sébastien Toutant | Canada                     | 52,63   | 30,40   | 54,00   | 54,00                |
| 10  | 17             | 7      | Takeru Otsuka     | Japonia                    | 52,75   | 50,58   | 52,80   | 52,80                |
| 11  | 21             | 9      | Ståle Sandbech    | Norvegia                   | 29,05   | 27,43   | 39,66   | 39,66                |
| 12  | 8              | 10     | Sean FitzSimons   | Statele Unite ale Americii | 29,48   | 29,61   | 26,61   | 29,61                |